# Claus Daa (landsdommer)
 Der er flere personer med dette navn, se Claus Daa.
Claus Daa (død 1574 eller 1575) var en dansk landsdommer.
Han var søn af Oluf Daa (død 1532) og Gundel Joachimsdatter Griis af Nordrup (død efter 1535). Han var herre til Ravnstrup og Holmegård, var 1519 hofsinde, da hans fader måtte bøde en urimelig stor pengesum for nogle af ham begåede uordener, var 1525 stadig hofsinde og fik da pantebrev på Gyrstinge Len, fik 1528 for sig og sin frue livsbrev på Padborg og året efter på Gyrstinge Len, var 1532-37 lensmand på Skodborg og Hundsbæk, 1535-37 på Næsbyhoved Slot, overværede 1540 i Slagelse skiftet efter hr. Mads Bølle, var 1541 værge for Erik Daas børn og ledsagede 1548 prins Frederik til Norge.
Daa blev 1551 landsdommer i Sjælland og forlenet med Bjæverskov Herred, men frasagde sig året efter landsdommerstillingen, levede endnu 1574 men var død 1575.
Han er begravet i Herlufmagle Kirke.